# Заслужений машинобудівник Російської Федерації
Заслужений машинобудівник Російської Федерації (рос. Заслуженный машиностроитель Российской Федерации) — почесне звання Росії.
Присвоюється високопрофесійним робочим, інженерно-технічним і науковим працівникам підприємств, об'єднань, установ і організацій машинобудування за заслуги у виконанні виробничих завдань, розробці та впровадженні новітньої техніки, технології, забезпечення високоефективного функціонування виробництва і працюють в області машинобудування 15 і більше років.